# Necrosis (síntoma)
En Fitopatología, la necrosis (del griego νεκρός, "muerte") es un síntoma de enfermedad en las plantas caracterizado por la muerte prematura de las células de un tejido u órgano. La necrosis está causada por factores externos a la planta, tales como la infección por un patógeno, toxinas o trauma. Esta es la diferencia con la apoptosis, la cual es una causa natural de muerte celular. La zona necrótica se observa seca, de color blanquecino, pardo, grisáceo o rojizo. 
La necrosis de la corteza del tallo puede ocasionar dos tipos de síntomas: el cancro y la antracnosis. El cancro es una lesión necrótica, en general deprimida, rodeada de tejido sano. La antracnosis es otro tipo de necrosis que se asemeja a una úlcera deprimida en el tallo o, incluso, en el fruto. 
Cuando la necrosis ocurre en la base de los tallos en estadios iniciales de crecimiento, ocasiona la muerte de la planta, como ocurre en la denominada "enfermedad de los almácigos" o "damping off".
Las lesiones necróticas en las hojas ocasionan manchas foliares, en las cuales se produce colapso de las células, su contenido degenera y la porción de tejido afectado disminuye de tamaño y se oscurece. La zona central de la mancha foliar presenta células muertas y la zona periférica de la mancha tiene todavía células vivas pero dañadas por las toxinas del patógeno, o bien, por productos metabólicos de las células de la zona central.